# Max Kirmsse
Max Bruno Kirmsse  (* 1. Juni 1877 in Markranstädt; † 17. September 1946 in Idstein) war ein deutscher Pädagoge, Politiker und Historiker. Maßgebliches Werk sind seine pädagogischen Forschungen, seine Erkenntnisse als Historiker der Sonderpädagogik/Heilpädagogik und seine bibliothekarische Sammlung.

## Lebenslauf
Max Eltern waren der Gasthofbesitzer Max Bruno Kirmsse und dessen Ehefrau Auguste Mathilde, geb. Fischer. Seine Kindheit war geprägt durch die zwei unglücklichen Ehen seiner Mutter. Er entschloss sich Missionar zu werden. So besuchte er ab 1898 als Missionsaspirant die Missionsanstalt Hermannsburg und studierte 1899 am „Collegium Orientale“ in Berlin-Westend bei Pastor Faber. Faber war es, der seinem Leben eine neue Richtung gab, als er ihm nahelegte sich der Erziehung und Fürsorge geistig Behinderter zu widmen.
Von 1901 bis 1910 erlernte er an verschiedenen Anstalten als Lehrer den Umgang mit behinderten Kindern. Er arbeitete dabei an den Anstalten in Neinstedt, Oldenburg, München-Gladbach, Hermannsfeld, Neuerkerode, Ketschendorf, Trier und Heidelberg.
1910 kam Kirmsse an den Kalmenhof nach Idstein und fand hier eine dauerhafte Anstellung. Er ehelichte 1910 Anna Rosenboom, die bereits vier Jahre später starb. In zweiter Ehe heiratete er in Berlin die aus Wien stammende jüdische Schriftstellern und spätere Spanienkämpferin Marietta (Etta) Federn. Die Ehe wurde noch vor der Geburt eines Sohnes im Herbst 1917 geschieden. Nach dem Ersten Weltkrieg trat er der SPD bei. 1920 wurde er zum Stadtverordneten gewählt, ein Amt, das er bis 1932 ausfüllte. 1922 kam es zu einem Zerwürfnis mit der Leitung des Kalmenhofs, weswegen er seine Anstellung hier verlor. Ab 1922 war er auch als Kommunallandtagsabgeordneter tätig. Von nun an arbeitete er im Wesentlichen als Schriftsteller, initiierte aber 1925 noch das Museum für Schwachsinnigenbildung.
1929 heiratete er in dritter Ehe Elisabeth Wiggi(n)ghaus, die seit 1919 im Kalmenhof als Lehrerin tätig war und von 1945 bis 1949 die Heimschule leitete.
Nach der Machtergreifung der Nationalsozialisten 1933 bekam Kirmsse als Mitglied der SPD Schwierigkeiten mit den neuen Machthabern. Urs Haeberlin schreibt, dass er eine gewisse Distanz zur nationalsozialistischen Lehre vom „lebensunwerten Leben“ Behinderter gehabt [hatte]. Er trat relativ deutlich für das Lebens- und Erziehungsrecht Geistigbehinderter ein. Hans Würtz, der ebenfalls SPD-Mitglied war und mit dem Kirmsse in regem Kontakt stand, schrieb in einem Brief vom 27. Februar 1932 an seinen Freund und Kollegen folgende Zeilen, die dezidiert die sozialistische Einstellung der beiden Heilpädagogen deutlich veranschaulicht:
Mit der Einsetzung für den Sozialismus rundet sich, finde ich, die Weltanschauung der Heilpädagogen nach der politischen Seite hin. Wie der sozialistische Politiker sich einsetzt für die wirtschaftlich Schwachen, so setzt sich der sozialistische Pädagoge für die geistig Schwachen ein, die er – soweit ihre Kräfte reichen – hinauf-geleitet zum Sein eines freien, sozialen Menschenlebens.
Von 1933 bis 1945 hat Kirmsse in keiner Fachzeitschrift mehr Artikel veröffentlicht. Seine letzten Beiträge, die er weit vor 1933 verfasst hatte, erschienen im „Enzyklopädischen Handbuch der Heilpädagogik“, das 1934 auf den Markt kam. Kirmsses Leben war während der Nazi-Diktatur geprägt von Kränkungen, Drohungen, Hausdurchsuchungen und auch Verhaftungen. Verstärkt widmete er sich der Familienforschung.
Nach dem Ende des Dritten Reichs übernahm er kurzzeitig die kommissarische Leitung des Kalmenhofs. Er verstarb unerwartet 1946 auf der Treppe des Idsteiner Rathauses.

## Werk
Max Kirmsse gilt als einer der profundensten „Kenner der Geschichte der Heilpädagogik in der ersten Hälfte des 20. Jahrhunderts“. Dabei erwarb er sich große Verdienste innerhalb der Geschichte des „Schwachsinnigenwesens“, „huldigte“ aber auch der „Gepflogenheit“, „die demselben verwandten Gebiete, z. B. Kinderseelenkunde, die Krüppelfürsorge usw. zu beachten“. Kirmsse veröffentlichte Aufsätze in den damals renommiertesten Fachzeitschriften der Sonderpädagogik/Heilpädagogik wie z. B. „Zeitschrift für Kinderforschung“, „Heilpädagogische Schul- und Elternzeitschrift“, „Die Hilfsschule“, „Zeitschrift für Krüppelfürsorge“, „EOS. Vierteljahresschrift für die Erkenntnis und Behandlung jugendlicher Abnormer“ oder „Zeitschrift für die Behandlung Schwachsinniger“. Für das seinerzeit und noch heute hochgeschätzte Fachbuch „Enzyklopädisches Handbuch der Heilpädagogik“ (1. Auflage 1911, 2. Auflage 1934) hatte er zahlreiche Artikeln (über 150) geschrieben. Der Anstaltslehrer verfasste Beiträge über bedeutende Pädagogen, Ärzte,  Heil-/Sonder-/Schwachsinnigenpädagogen des In- und Auslandes (z. B. Carl Barthold, Edouard Séguin, Karl Ferdinand Kern, Maria Montessori, Friedrich Fröbel, Hans Jakob Guggenbühl, Salomon Krenberger), Schwachsinnigenpädagogik und ihre Geschichte, Schwachsinnige im Kulturleben, Hilfsschule, Blinden- und Taubstummenwesen, Körperbehindertenfürsorge, Kinderpsychologie, Jugendschutz etc. Seine vielfältige und die unterschiedlichsten Fachdisziplinen berücksichtigende wissenschaftliche Hinterlassenschaft fasst Richard von Premerstein wie folgt zusammen:
Max Kirmsse hat sich bei seiner Arbeit nicht nur auf das Gebiet der Schwachsinnigenbildung beschränkt, sondern auch die Pädagogik der Blinden, Taubstummen, Taubstummblinden, Körperbehinderten usw. berücksichtigt. Zeigen doch alle pädagogischen Bemühungen für das geschädigte Kind trotz der Verschiedenheit der einzelnen Fächer auch bestimmte gemeinsame Grundlinien. Der Lehrer des geistig behinderten Kindes, so forderte es Kirmsse, muß über alle Gebiete der Sonderpädagogik Bescheid wissen... Auch hat Max Kirmsse die Standpunkte von Medizin, Pädagogik, Rechtswissenschaften, Theologie und Philosophie über die Sonderpädagogik und das geistig und körperlich geschädigte Kind hinzugezogen. Die Medizin erforscht die körperlichen Ursachen der Schädigung, die Pädagogik beschäftigt sich mit der Methodik für den Unterricht des geschädigten Kindes, die Rechtswissenschaft legt Rechte und Pflichten gegenüber den Geschädigten fest, Theologie und Philosophie fragen nach Sinn, Zweck und Wert von Krankheit und Leiden in der Welt. Kirmsses Arbeit trägt durch diese vielseitige Betrachtungen viel dazu bei, die Sonderpädagogik als Ganzes und Eigenständiges zu begreifen.
Max Kirmsse war ein großer Verehrer der Werke des Dichters Theodor Storm. Im Herbst 1917 besuchte er für einige Tage die in Varel bei Oldenburg lebende Gertrud Storm, die zweitjüngste Tochter des Dichters, in deren Haus sich der größte Teil des Nachlasses ihres Vaters befand.

## Bibliothek
Zu dem Erbe von Max Kirmsse gehört unter anderem die größte Privatbibliothek auf dem Gebiet der Heilpädagogik. Richard von Premerstein schreibt darüber:
Die sonderpädagogische Bibliothek ist vielleicht das bekannteste Stück aus dem Nachlaß von Kirmsse geworden. Er war ein großer Bücherfreund und der erste, der aus privaten Mitteln eine Fachbücherei über dieses Gebiet zusammenstellte. Mit Eifer, Begeisterung und Findigkeit hat er die Bücher gesammelt. Außer der Literatur über die Schwachsinnigenbildung umfaßte die Bibliothek auch die Pädagogik der Blinden, Taubstummen, Körperbehinderten, Schwererziehbaren und Sprachbehinderten, ferner Kinderpsychologie, Kinderpsychiatrie u. a.m.
Heute befindet sich die Sammlung in der Universitätsbibliothek Marburg und im Heilpädagogischen Archiv der Humboldt-Universität zu Berlin.

## Ehrungen

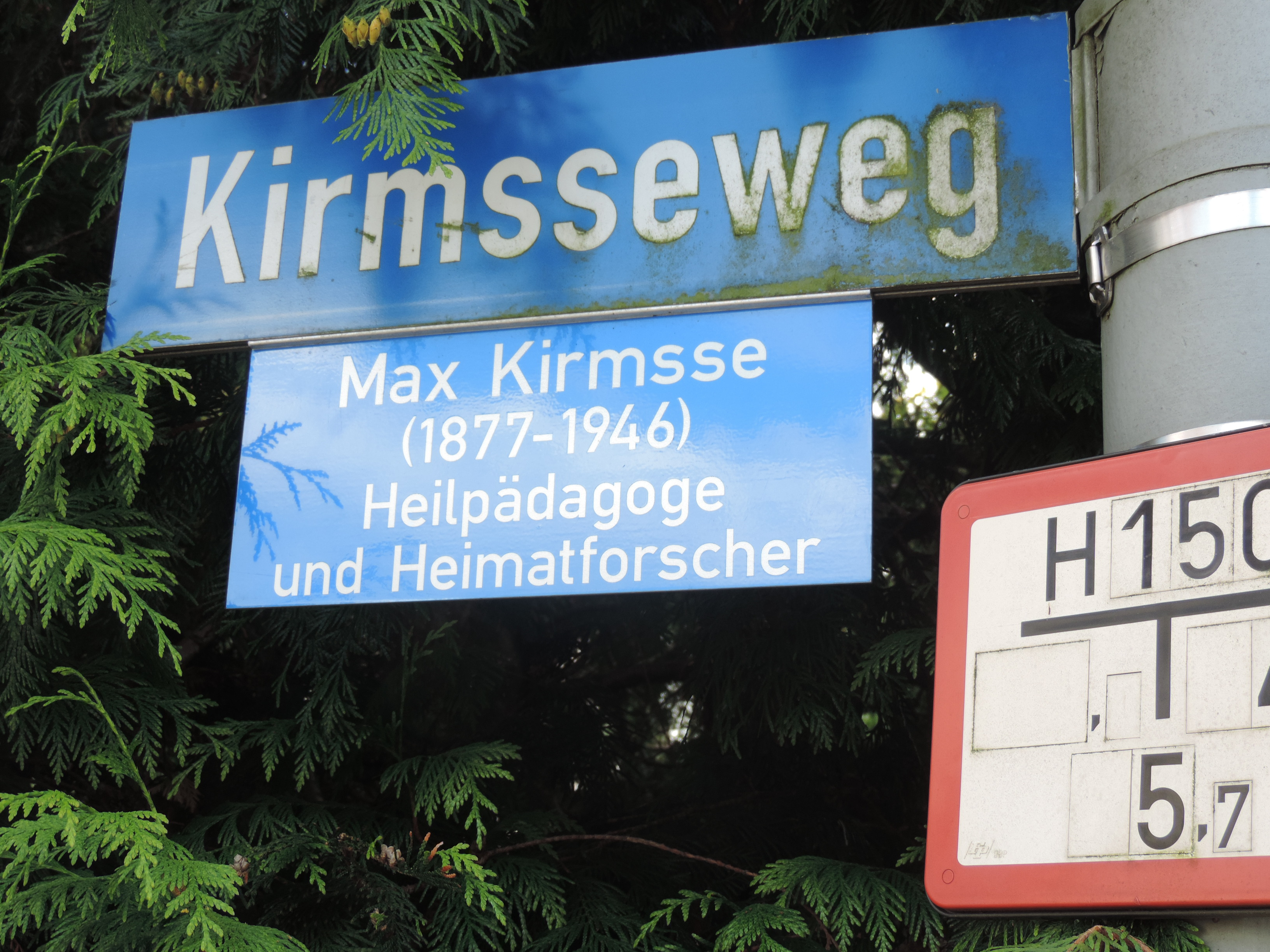
Kirmsseweg in Idstein

In Idstein wurden sowohl ein Straßenzug als auch die Max-Kirmsse-Schule nach ihm benannt.

## Veröffentlichungen (Auswahl)
- Die Geschichte des Schwachsinnigenwesens, in: Zeitschrift für die Behandlung Schwachsinniger 1906, S. 76–77
- Körperliche Züchtigung und ihre Anwendung bei psychologisch abnormen Kindern, in: EOS 1908, S. 283–294
- Der Krüppel in der Belletristik, in: Zeitschrift für Krüppelfürsorge 1909, S. 144–155
- Zur Geschichte der Hilfsschule, in: Die Hilfsschule 1910, S. 201–207
- Weises Betrachtungen über geistesschwache Kinder, Langensalza 1911a
- Zur Geschichte der frühesten Krüppelfürsorge, in: Zeitschrift für Krüppelfürsorge 1911, S. 3–18
- Ein Museum für Schwachsinnigenbildung (PDF; 16 kB), in: Eos. Jg. 1912, S. 155–157
- Die Schwachsinnigenfürsorge in Nassau, in: Zeitschrift für die Behandlung Schwachsinniger 1913, S. 208–212
- Geschichte und Museum des Schwachsinnigenwesens (PDF; 38 kB), in: Die Hilfsschule, S. 23–28
- Die Schriften des Fröbelforschers Dr. Johannes Prüfer, in: EOS 1917, S. 226–236
- Eine Enzyklopädie der Abnormenbehandlung aus der ersten Hälfte des 18. Jahrhunderts, in: EOS 1917, S. 79–85
- Die Entwicklungsperioden der Hilfsschule, in: Die Hilfsschule 1918, S. 193–200
- Die Priorität in der Begriffsbildung „Wortblindheit“, in: Zeitschrift für Kinderforschung 1918, S. 119–211
- Pestalozzi und die Schwachsinnigen, in: Zeitschrift für die Behandlung Schwachsinniger 1927, S. 1–14 u. 23–29
- Fröbels Beziehungen zur Heilpädagogik, in: Zeitschrift für die Behandlung Anomaler 1930, S. 65–85